# Ipogonadismo
L'ipogonadismo è una patologia del sistema endocrino che comporta un'inadeguata secrezione di ormoni sessuali (es. testosterone ed estrogeni) da parte delle gonadi (ovaia o testicolo). È una condizione comune che tende a peggiorare con l'età; negli ultimi anni sta avendo sempre maggiore attenzione dal momento che è strettamente connessa con malattie cardiovascolari, obesità, diabete mellito tipo 2, infertilità, depressione.

## Tipologia
Si divide in una forma primaria anche detta ipogonadismo ipergonadotropico in cui si ha difetto di produzione ormonale della gonade e forma secondaria anche detta ipogonadismo ipogonadotropo causata da difetto ipotalamico di produzione di GnRH o da una impossibilità dell'ipofisi di secernere LH e FSH.
Esiste testosterone sintetico che il medico può prescrivere in caso di livelli insolitamente bassi.

### Uomini
- Anorchidia
- Disgenesia testicolare
- Sindrome di Klinefelter
- Sindrome di Del Castillo
- Sindrome di Noonan
- Amiloidosi
- Sindrome di Carpenter
- Sindrome di Laurence-Moon-Biedi
- Atrofia muscolare bulbo-spinale
- Idiopatico

### Donne
- Sindrome di Turner
- Disgenesia gonadica mista e pura XX
- Malattia ovarica autoimmune
- Sindrome di Carpenter
- Ipopituitarismo
- Sindrome delle lentigini multiple

### Sia donne che uomini
- Sindrome di Prader-Willi
- Distrofia miotonica
- Sindrome di Kallmann